# 罕诺河
罕诺河，位于中华人民共和国内蒙古自治区鄂伦春自治旗北部，是嫩江右岸的一条支流。上游称砍都河，发源于伊南工区以东（该地区行政上属于黑龙江省大兴安岭地区松岭区劲松镇管辖）伊勒呼里山东麓的条阿尼塔山，蜿蜒向东流，干流过石头山后始称“罕诺河”，
于黑龙江省大兴安岭地区呼玛县北疆乡流入嫩江。罕诺河全长213千米，流域面积1384平方千米，河道平均比降0.89‰，年均径流量2.32亿立方米。罕诺河流域人烟稀少，无较大的乡镇，有少量居民点。上游两岸多山，为林区，下游大部分为冲洪积河谷平原，遍布沼泽湿地，以农业种植为主。